# のほほん族
のほほん族（のほほんぞく）は2002年にトミーから発売された電子玩具およびキャラクターグッズ。現在はトミーの後継企業であるタカラトミーを経て、子会社のタカラトミーアーツから発売されている。

## 概要
自然に満ちた不思議な世界に「のほほん族」が楽しく暮らしているという世界観のもと、2頭身で丸い頭、全身パステルカラーのキャラクターの玩具を中心に展開されている。
主力商品はソーラーパネル発電でゆらゆらと動く人形「のほほん族（ひだまりの民）」。「のほほん族」のキャラクターを使ったグッズや、他企業とのコラボ商品なども販売されている。
また「のほほん族（ひだまりの民）」の仕組みを流用した他のキャラクター商品などもラインナップに加えられている。
2012年時点で、世界30カ国で販売、累計800万個以上。

## のほほん族／ひだまりの民
発売開始からしばらくは「（のほほん族）ひだまりの民」の名称であったが、2006年ごろから「のほほん族」となった。
太陽電池内蔵により、電池不要でキャラクターの頭が左右に揺れる。
頭が前後に動くものや足や胴体が動くもの、キャラクター以外（花や葉など）が動くものもある。
通常商品のほか、御当地ものや季節もの、Dr.コパと娘のドーター・コパの監修による風水タイプも発売されている。
2007年に全世界で500万個達成記念でトウモロコシ素材のプラスチックを使用した「とうもろこしのほほん族」が発売された。
価格は1000円から2000円程度。
主なシリーズ
- おどる！ひだまりの民
- アース・カラー
- 風水タイプ 開運／幸せをよぶ風水
- ベジフルセブン
- スピリチュアル ストーン
- おてんきぼうや
- ココロのゆりかご
- のほほん族 うたたね
- のほほん族 花

### キャラクター商品
ディズニーキャラクター、ポケモンキャラクター、ハローキティ、ピングー、PostPetのキャラクターのモモなどいろいろな種類がある。

## のほほん族／はなうたの民
キャラクターが体を揺らしながらはなうたを歌う。
1体に3曲（「ときのうた」は12曲）収録されており、2〜3体をコードでつなぐことでハーモニーを奏でさせる機能（ハモリンク）がある。
「ひだまりの民」とは違い、乾電池を使用する。2002年から2003年にかけて10種類程度が発売された。

## その他
グッズ
のほほん族のキャラクターのぬいぐるみやマスコットなど多数販売され、またゲームセンターの景品などとして使われている。
絵本
- のほほん族 今日もゆらゆらのんびりライフ／たまこ著, 2009年,メディアファクトリー

ゲーム
- MUTSUとのほほん／ニンテンドー ゲームキューブ用ソフト,2002年,トミー

エコバッグ
- のほほん族 のほエコバッグ／タカラトミー

CD
- アルバム「Crystal Scenery II」／岡本真夜,2009年,日本クラウン
「のほほん族」イメージ楽曲「つむぎうた~ココロのゆりかごVersion~」収録
- ココロのゆりかご「のほほん族」イメージCD
  - のほほん族とビートルズ~あたたかな笑顔~／ケネディ・クワイア,2009年,ティー ワイ エンタテインメント（キングレコード）
  - のほほん族とビートルズ~新たな旅立ち~／ケネディ・クワイア,2009年,ティー ワイ エンタテインメント（キングレコード）
  - のほほん族とビートルズ~澄んだこころ~／ケネディ・クワイア,2009年,ティー ワイ エンタテインメント（キングレコード）
  - のほほん族とビートルズ~やさしい想い~／ケネディ・クワイア,2009年,ティー ワイ エンタテインメント（キングレコード）
  - のほほん族とビートルズ~変わらない味方~／ケネディ・クワイア,2009年,ティー ワイ エンタテインメント（キングレコード）
  - のほほん族とビートルズ~自然な心地よさ~／ケネディ・クワイア,2009年,ティー ワイ エンタテインメント（キングレコード）

### コラボ商品
- ユニクロ コラボTシャツ（2003年）
- 白元
  - ひだまりの民 アロマといっしょ グリーンハーブの香り
  - ひだまりの民 アロマといっしょ スウィートフローラルの香り
- ロフト
  - ひだまりの民 ベビーピンク - ロフトオリジナル
- トイザらス
  - のほほん族 くりぃむタイプ - トイザらス限定カラー
  - のほほん族 もえぎタイプ - トイザらス限定カラー
- エンスカイ
  - のほほんスチームマスク
  - のほほんフェイスタオル
  - のほほんスキンケアミトン
- ミクニ のほほん族 アロマ＆モイスチャーシリーズ
- ロピア
  - のほほん族 お日様の恵みシュー
  - のほほん族 大地の恵みロール

## 類似商品

### フリップフラップ
2004年から販売された、鉢植えの観葉植物を模したインテリア風玩具。
太陽電池内蔵により、ソーラーパネルに光が当たるとふたばが揺れる。
主なシリーズ
- フリップフラップ
- フリップフラップQ
- フリップフラップ ミニ
- フリップフラップ ミニQ
- フリップフラップECO